# دوروثي هال
دوروثي هال (بالإنجليزية: Dorothy Hall)‏ هي ممثلة أمريكية، ولدت في 3 ديسمبر 1906، وتوفيت في 2 فبراير 1953.

## وصلات خارجية
- دوروثي هال على موقع IMDb (الإنجليزية)
- دوروثي هال على موقع قاعدة بيانات برودواي على الإنترنت (الإنجليزية)
- دوروثي هال على موقع قاعدة بيانات الفيلم (الإنجليزية)